# Puerto Padre
Puerto Padre es una ciudad portuaria al norte de la zona oriental de Cuba. Es la ciudad cabecera del municipio de su mismo nombre en la provincia de Las Tunas. 
El territorio que ocupa el actual municipio de Puerto Padre, perteneció inicialmente a la jurisdicción de San Salvador de Bayamo, pero a partir de 1753 pasó a formar parte de la jurisdicción de San Isidoro de Holguín, y vecinos de esta villa fueron los primeros en recibir por merced real o concesión del cabildo las primeras haciendas, hatos, corrales y sitios de labor de la región. 
Cuenta con una población de 93 569 (2021), de la cual casi la tercera parte es rural. La cabecera del municipio es Puerto Padre, que cuenta con unos 33 500 pobladores, y posee otros cuatro asentamientos urbanos, que son Vázquez, Delicias, Maniabón y San Manuel.
Puerto Padre limita al norte con el océano Atlántico, al sur con el municipio de Las Tunas, al este con el municipio de Jesús Menéndez, y al oeste con el de Manatí. 
Su economía es bastante diversificada. Cuenta con el central (Complejo Agroindustrial [CAI]) Antonio Guiteras Holmes, el mayor productor de azúcar crudo del país y centro de una importante planta de derivados; la Empresa minero-salinera; el puerto Carúpano en el cayo Juan Claro; una Empresa municipal agropecuaria; el hotel Villa Covarrubias, para el turismo internacional; y otros renglones económicos de menor importancia.
Puerto Padre es, además, una ciudad que es conocida nacionalmente como "La Villa Azul de los Molinos".
Puerto Padre, posee además una emisora de radio: "Radio Libertad", que salió al aire el 24 de febrero de 1940, es la primera emisora en la provincia y la décimo-tercera en el país; y una canal local de televisión llamado "Canal Azul"; en éste se ofrece una programación escasa con cobertura solamente del fin de semana.

## Historia
Aparece Puerto Padre en la historia junto al Descubrimiento de América, ya que, de acuerdo con distintos historiadores e investigadores, fue el primer puerto cubano por donde desembarco Cristóbal Colón en su primer viaje al descubrir el Nuevo Mundo. Según estas aseveraciones, el Gran Almirante, tras arribar a las costas cubanas, pasó la noche del 27 de octubre de 1492 con sus naves ancladas en algún punto situado frente a las playas de lo que hoy se conocen por Punta Tomate y La Herradura. Al día siguiente, domingo 28 de octubre, temprano en la mañana, continuó navegación entrando en la cercana bahía y a la cual llamó "Río San Salvador". 
Puerto Padre aparece por primera vez en un mapa de América publicado por Bercelli en 1541, destacándose en el mismo solo tres nombres de Cuba y los tres en la costa norte de Oriente: Baraco (Baracoa), Sibaroca (Gibara) y Portus Patris (Puerto Padre). Al principio del siglo XIX, Puerto Padre era el embarcadero de Maniabón, quizás este último uno de los poblados más antiguos de Cuba, ya que en este lugar era donde habitaba el Cacicato de Maniabo, el más importante de los pacíficos indios Siboneyes de la Isla y con quienes Colón hizo contacto tan pronto desembarcó en la bahía cercana. 
En los primeros tiempos de la colonización se mercedaron hatos y corrales, en fechas y a personas cuyos datos se perdieron al ser destruidos los archivos respectivos, tales como Los Alfonsos, Chaparra, San José de la Lima, Santa Bárbara, Santa Gertrudis y San Andrés de Guabasiabo por las incursiones piratas a las costas orientales. 
A mediados del siglo XIX aumentó la importancia de la población de Puerto Padre al fundarse el Ingenio "San Manuel", a unos 7 km de la ciudad, por Don José Plá Monge, el que usaba el puerto como embarcadero de sus azúcares. En 1868 ya existían importantes casas de comercio y con la Guerra de los Diez Años pasó a ser centro de aprovisionamiento de Las Tunas, defendido por varios fuertes. El 13 de octubre de 1869 fueron trasladados los archivos de la ciudad de Victoria de Las Tunas por el Conde de Valmaseda, para Puerto Padre, por haber sido atacada dicha ciudad por las fuerzas cubanas del General Manuel de Quesada. El 19 de enero de 1870 desembarcó en la ensenada de Covarrubias, perteneciente a Puerto Padre, la expedición del Vapor "Anna". 
En enero de 1877 el general Vicente García atacó a Puerto Padre, contrariando la orden del Presidente de la República en Armas, Tomás Estrada Palma, que había dispuesto su traslado a Las Villas, destacándose en la acción el teniente coronel Juan Ramírez Romagosa, Jefe del Batallón Cabaiguán, Segundo del Regimiento de Tunas, que asaltó el fuerte, ocupó la artillería e hizo prisionero a sus defensores. 
En 1878 se instaló en Puerto Padre la primera Oficina de Telégrafo. A fines del año 1879 se construyó la línea férrea que une a San Manuel con Puerto Padre, una de las primeras de Cuba y que sirvió para hacer progresar grandemente la ciudad. 
La construcción de la iglesia parroquial de Puerto Padre se inició en 1880, bajo la advocación de San José, con la ayuda de los vecinos del pueblo y la gestión entusiasta del Arzobispo Herrera, terminándose dichas obras en 1892.
En el año 1896 salió el primer periódico en Puerto Padre; se llamaba "El Lagarto", escrito por Oficiales del Ejército Español, que duró hasta el 21 de mayo, cuando se trasladó para Gibara. 
En 1897 sufrió el pueblo un violento incendio que lo destruyó en gran parte. El mismo se debió a una chispa de la locomotora que hacía los viajes a San Manuel. 
La Guerra del 95 volvió a encontrar a los habitantes de este pueblo prestos a la lucha por la independencia, de tal manera que el 21 de mayo de 1898 lo ocuparon las fuerzas insurrectas al mando del general bayamés José Manuel Capote. A las 5 de la tarde de ese día salió para Gibara, al mando del General Luis López Ballesteros, el último soldado español, después de haber incendiado el Castillo de La Loma, para ser de ese modo Puerto Padre el primer puerto libre de Cuba. 
Otras destacadas figuras de la gesta emancipadora oriundas del término municipal son el coronel Pascual Guzmán y los capitanes Matías Betancourt y Víctor Rodríguez; Enrique Peña, cornetín mambí de las fuerzas de Calixto García y en la paz músico notable, entre muchos otros que se dieron por entero a la causa de la libertad. 
Cuando a mediados del siglo XIX se fomentaron en la región varios ingenios, favorecido el cultivo de la caña de azúcar por la fertilidad de sus suelos arcillosos, comienza a desarrollarse la región, de tal manera que la población relativa de Puerto Padre llega ser superior al promedio de la nacional, iniciándose el fomento azucarero del área en gran escala a partir del año 1899. 
Por haber crecido tanto la jurisdicción en todos los órdenes y además por la circunstancia de contar con un buen puerto habilitado para la exportación e importación, el Gobernador Militar del Distrito de Holguín, por decreto de 26 de octubre de 1898, creó su Ayuntamiento, al mismo tiempo que por la propia disposición legal decretaba la supresión del término municipal de Victoria de Las Tunas. 
Su territorio fue en consecuencia aumentado con la inclusión del que correspondía a Las Tunas y también con el del barrio Los Alfonsos, que se segregó del término municipal de Holguín. Sin embargo por la Ley de 27 de octubre de 1910, se creó de nuevo el Ayuntamiento de Victoria de las Tunas, asignándosele su primitivo territorio que de nuevo se segregó del de Puerto Padre. 
En el año de 1898, cuando la intervención, se nombró alcalde al Dr. Faustino Sirvén bajo cuya administración se rotuló las calles. Sirvén fue luego substituido por el Coronel Manuel Lechuga, quien instaló el alumbrado público con faroles. Más tarde se celebraron elecciones populares y resultó elegido Eleazar Artola Vialle, derrotando al Coronel Lechuga. Bajo la administración de Artola se fundó el Central Chaparra. Lo sustituyó Don Enrique Rosende Parodi, quien construyó la Casa Ayuntamiento, el Matadero y la parte de Parque de la Independencia donde se encontraba la Estatua de la Libertad. También fue instalada, durante su período, la primera luz que tuvo la ciudad, esta era de acetileno y cooperó para ello el General Mario García Menocal, administrador del entonces Central Chaparra. 
En el año 1903, fue construida la Iglesia Protestante "Los Amigos", siendo sus misioneros los esposos Emma Phillips y Francisco Martínez, Miss Hadley y Henry y Alma Cox. Don Enrique Rosende murió siendo alcalde, sustituyéndolo el presidente de Ayuntamiento, Sr. Ángel Trinchet Mora. 
A Trinchet lo sucede en la Alcaldía el Sr. Don Alberto Queral Cartaya, el más pulcro de los alcaldes de Puerto Padre, cuya administración marca la Edad de Oro del Municipio. Construyó la carretera que lo une con Delicias, con una extensión de cerca de 7 kilómetros; ensanchó el Parque de Independencia, teniendo que apelar a expropiaciones; construyó el Paseo de la Avenida de la Libertad, que embelleció grandemente la ciudad. También construyó varios puentes sobre ríos de apartados barrios del Término. 
En el 1910 la Chaparra Sugar Company fundó el poderoso Central Delicias, considerado un coloso en la producción de azúcar, y el mayor de Cuba. En ese mismo año se construyó el ferrocarril que une a Puerto Padre con Holguín por Velasco. 
En el 1912 la Chaparra Sugar Company comenzó la construcción del ferrocarril que combina en Sabanaso con los ferrocarriles del Tren Central, dándole así una mejor y más rápida vía de comunicación al término. En el 1914 se instaló en Puerto Padre la luz eléctrica, al construir el Central Delicias una poderosa planta termoeléctrica. 
Durante el mandato de Juan Aldana de la Torriente que comenzó a construir el Malecón y la Avenida Máximo Gómez. Se caracterizó su gobierno por el magnífico estado en que siempre se encontraban las calles de la ciudad.
En el año 1940 fue elegido por gran mayoría el Sr. Raúl Cabrera del Valle, que fue reelecto por dos términos más, pero abandonó la alcaldía a mediados de su tercer período para ocupar un escaño en la Cámara de Representantes. Su gobierno se caracterizó por las grandes obras públicas realizadas en la ciudad y los barrios. Pavimentó las principales calles del pueblo, puso al servicio de los pobres: Carro Fúnebre; Dentista municipal; Una buena Casa de Socorro con excelente servicio médico; amplió grandemente el servicio para medicina de los pobres; construyó el Estadium Municipal y el edificio para el Hospital Civil; adquirió aplanadoras y camiones para Obras Públicas; creó la Escuela Municipal de primera enseñanza, escuelas de Corte y Costura... 
El 24 de febrero de 1940 salió al aire por primera vez la emisora CMKY (Radio Libertad Archivado el 8 de septiembre de 2017 en Wayback Machine.) de Puerto Padre, su fundador fue el libanés Pedro Zacca.
En el período de 1950 a 1954 se construyó la carretera que enlaza con Tunas bajo el mandato del Sr. Antonio Amado Escalona.

## Censos poblacionales
Censo - Población
1899 - 19 984
1907 - 34 061
1919 - 40 346
1943 - 67 370
1953 - 89 551
2002 - 93 580